# Truy lùng quái yêu
Truy lùng quái yêu (giản thể: 捉妖记; phồn thể: 捉妖記) là một bộ phim phiêu lưu viễn tưởng Trung Quốc của đạo diễn Hứa Thành Nghị và Tiền Văn Kỹ  Phim công chiếu vào ngày 16 tháng 7 năm 2015.